# I’ll Never Fall in Love Again (альбом)
I’ll Never Fall in Love Again — тринадцатый студийный альбом американской певицы Дайон Уорвик, выпущенный в 1970 году на лейбле Scepter Records. Продюсерами альбома стали Берт Бакарак и Хэл Дэвид.
В поддержку альбома был выпущен сингл «I’ll Never Fall in Love Again», занявший верхние строчки в чартах США. Сам альбом достиг 23 места в чарте Billboard Top LPs и 7 места в Hot R&B LPs, также альбом попал в чарты Австралии и Канады.

## Отзывы и признание
| Оценки критиков               | Оценки критиков |
| Источник                      | Оценка          |
| ----------------------------- | --------------- |
| AllMusic                      | [ 6 ]           |
| Encyclopedia of Popular Music | [ 7 ]           |

Рецензент Billboard написал: «Большинство песен в этом превосходном сборнике написаны Бертом Бакараком и Хэлом Дэвидом, чего достаточно, чтобы получить отчет о высоких продажах. И в качестве бонуса Дайон Уорвик предлагает песни Джима Уэбба, Джорджа Харрисона и Пола Анки, и она тоже знает, что с ними делать». В журнале Cash Box отметили, что новый альбом Дайон Уорвик, названный в честь её популярного сингла «I’ll Never Fall in Love Again», уже попал в чарты и, несомненно, станет хитом продаж в ближайшие недели.
За запись данной пластинки певица получила премию «Грэмми».

## Список композиций
| №  | Название                                      | Автор(ы)                | Длительность |
| -- | --------------------------------------------- | ----------------------- | ------------ |
| 1. | «The Wine Is Young»                           | Берт Бакарак, Хэл Дэвид | 3:39         |
| 2. | «I’ll Never Fall in Love Again»               | Берт Бакарак, Хэл Дэвид | 2:52         |
| 3. | «Raindrops Keep Falling on My Head»           | Берт Бакарак, Хэл Дэвид | 2:56         |
| 4. | «Loneliness Remembers What Happiness Forgets» | Берт Бакарак, Хэл Дэвид | 2:05         |
| 5. | «Something»                                   | Джордж Харрисон         | 2:25         |

| №   | Название                | Автор(ы)                | Длительность |
| --- | ----------------------- | ----------------------- | ------------ |
| 6.  | «Paper Maché»           | Берт Бакарак, Хэл Дэвид | 2:56         |
| 7.  | «Knowing When to Leave» | Берт Бакарак, Хэл Дэвид | 2:41         |
| 8.  | «Let Me Go to Him»      | Берт Бакарак, Хэл Дэвид | 3:25         |
| 9.  | «Didn’t We»             | Джимми Уэбб             | 2:43         |
| 10. | «My Way»                | Жак Рево, Пол Анка      | 3:25         |

## Чарты
| Чарт (1970)                            | Высшая позиция |
| -------------------------------------- | -------------- |
| Австралия (Kent Music Report)          | 13             |
| Канада (RPM Top Albums/CDs)            | 17             |
| Норвегия (VG-lista)                    | 9              |
| США (Billboard 200)                    | 23             |
| США (Billboard Top R&B/Hip-Hop Albums) | 7              |